# Hezhou
Hezhou (kinesisk: 贺州; pinyin: Hézhōu) er et bypræfektur i den nordøstlige del af den autonome region Guangxi i Folkerepublikken Kina. Det grænser til Hunan mod nord, og Guangdong mod øst. Det har et areal på 11.854 km², og ligger gennemsnitligt i en højde på 800 moh. , med 1.731 meter som dete højeste punkt.
Klimaet er subtropisk med en gennemsnitsttemperatur på 18 °C.

## Administrative enheder
Bypræfekturet Hezhou har jurisdiktion over et distrikt (区 qū), 2 amter (县 xiàn) og et autonomt amt (自治县 zìzhìxiàn).
| Kort             | Kort                 | Kort            | Kort                    | Kort                   | Kort        | Kort      | Kort | Kort |
| ---------------- | -------------------- | --------------- | ----------------------- | ---------------------- | ----------- | --------- | ---- | ---- |
| Kort over Hezhou |                      |                 |                         |                        |             |           |      |      |
| #                | Navn                 | Hanzi           | Pinyin                  | Befolkning (2004 est.) | Areal (km²) | indb./km² |      |      |
| Distrikter       |                      |                 |                         |                        |             |           |      |      |
| 1                | Babu                 | 八步区          | Bābù Qū                 | 930.000                | 5.334       | 174       |      |      |
| Amter            |                      |                 |                         |                        |             |           |      |      |
| 2                | Zhaoping             | 昭平县          | Zhāopíng Xiàn           | 400.000                | 3.273       | 122       |      |      |
| 3                | Zhongshan            | 钟山县          | Zhōngshān Xiàn          | 470.000                | 1.675       | 281       |      |      |
| Autonome amter   |                      |                 |                         |                        |             |           |      |      |
| 4                | Fuchuan (For yaoene) | 富川瑶族 自治县 | Fùchuān Yáozú Zìzhìxiàn | 300-000                | 1.572       | 191       |      |      |

## Trafik
Kinas rigsvej 207 løber gennem selve byen Hezhou – det vil sige gennem bydistriktet Babu. Den begynder i Xilinhot i Indre Mongoliet nær grænsen til Mongoliet, løber mod syd og ender i Hai'an, en by som ligger i Xuwen amt i den sydlige ende af Leizhouhalvøen i provinsen Guangdong.
Kinas rigsvej 323 løber gennem området. Den begynder i Ruijin i provinsen Jiangxi og fører gennem Guangxi og ender i Lincang i Yunnan, på grænsen til Burma.